# Francisco Piria
Fernando Juan Santiago Francisco María Piria de Grossi (Montevideo, 21 de agosto de 1847 - id. 11 de diciembre de 1933) fue un empresario uruguayo, escritor, inventor, político y alquimista, famoso por haber fundado la ciudad de Piriápolis en Uruguay

## Orígenes
Hijo de los inmigrantes genoveses Lorenzo Piria y Serafina de Grossi. La muerte del padre siendo un niño, hace que la madre preocupada por su educación lo envíe a Italia para que su cuñado, un sacerdote jesuita se ocupe de su formación. Bajo la supervisión de su tío recibe la mejor formación de la época en humanidades y ciencias. Estudiar en un contexto de disciplina y austeridad propia de la orden de San Ignacio de Loyola, va a templar su carácter significativamente. También pudo conocer algunos lugares de Italia como Nápoles y Roma que abrieron su mente e imaginación cultivando un amor por las artes clásicas que lo acompañó siempre.
Cuando regresó a Uruguay comenzó a trabajar en múltiples oficios, destacándose como rematador.
El 25 de diciembre de 1866 se casó con Magdalena Rodino, madre de sus cuatro hijos: Francisco José, Adela (hijastra), Lorenzo Piria y Arturo Piria. Se casó por segunda vez en 1894. La tercera mujer fue Carmen Piria, una argentina protagonista de un conocido escándalo. En 1933, casi al borde de la muerte, Piria la declaró hija natural. 
A la edad de 29 años ejercía actividades de rematador en el “Mercado Viejo”, ubicado dentro de la Ciudadela de Montevideo que fuera luego demolido para dar lugar a la ampliación de la Plaza Independencia. Allí Piria tenía una tienda de remates permanente que funcionaba desde las primeras horas de la mañana hasta las 22. En 1870, cuando tenía 23 años, el Mercado Viejo se quemó, y Piria, que experimentó grandes pérdidas, debió trasladar su "Exposición Universal" a la calle 18 de Julio esquina Andes (que entonces se llamaba Los Andes).
Más adelante abrió un taller donde vendía ropa de confección en la esquina de las calles Treinta y Tres y Rincón. Dotado de una excepcional lucidez para los negocios a la cual no iba en zaga su inventiva publicitaria, compró miles de yardas de una tela gruesa y mandó hacer una suerte de capotes largos a los cuales bautizó Rémington.
Como en ese momento Montevideo vivía bajo la permanente zozobra de los motines militares y ya habían comenzado a divulgarse los fusiles de aquel mismo nombre, Piria mandó imprimir unos boletines que decían: "todos los orientales deben ir a buscar su Rémington" y debajo puso la dirección de su comercio. Quienes fueron, en vez de un fusil encontraron una levita a buen precio. El recurso de venta lo llevó a colocar, de acuerdo a sus palabras, 5000 Rémington.

## Creación de Piriápolis

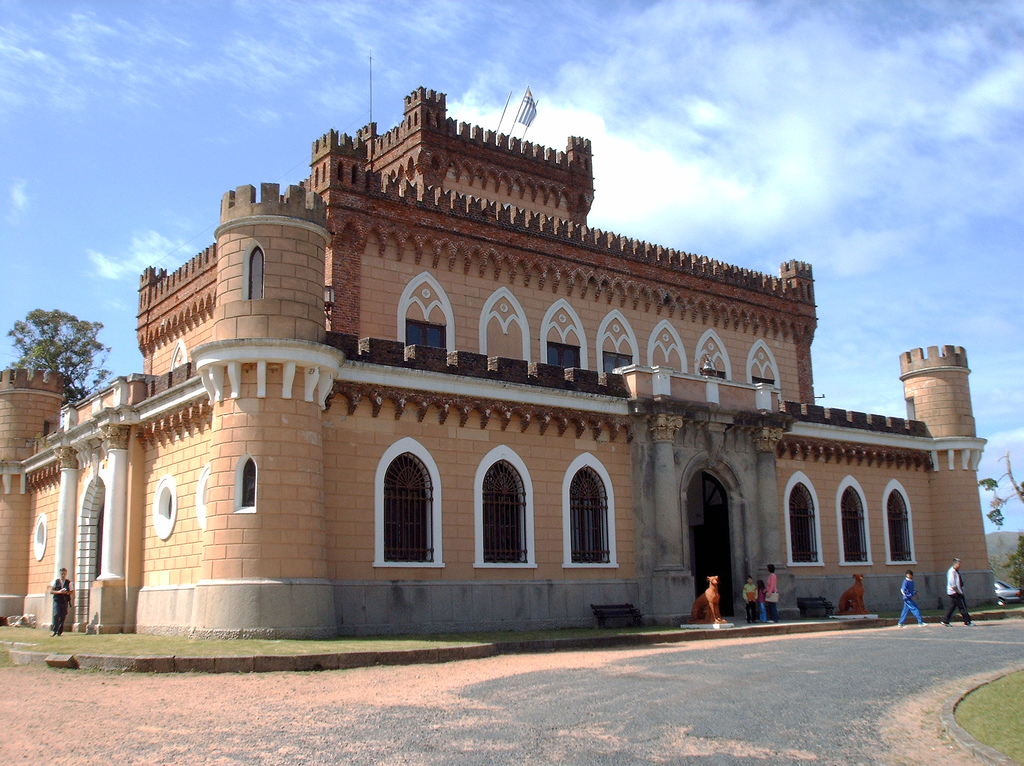
Castillo de Piria.

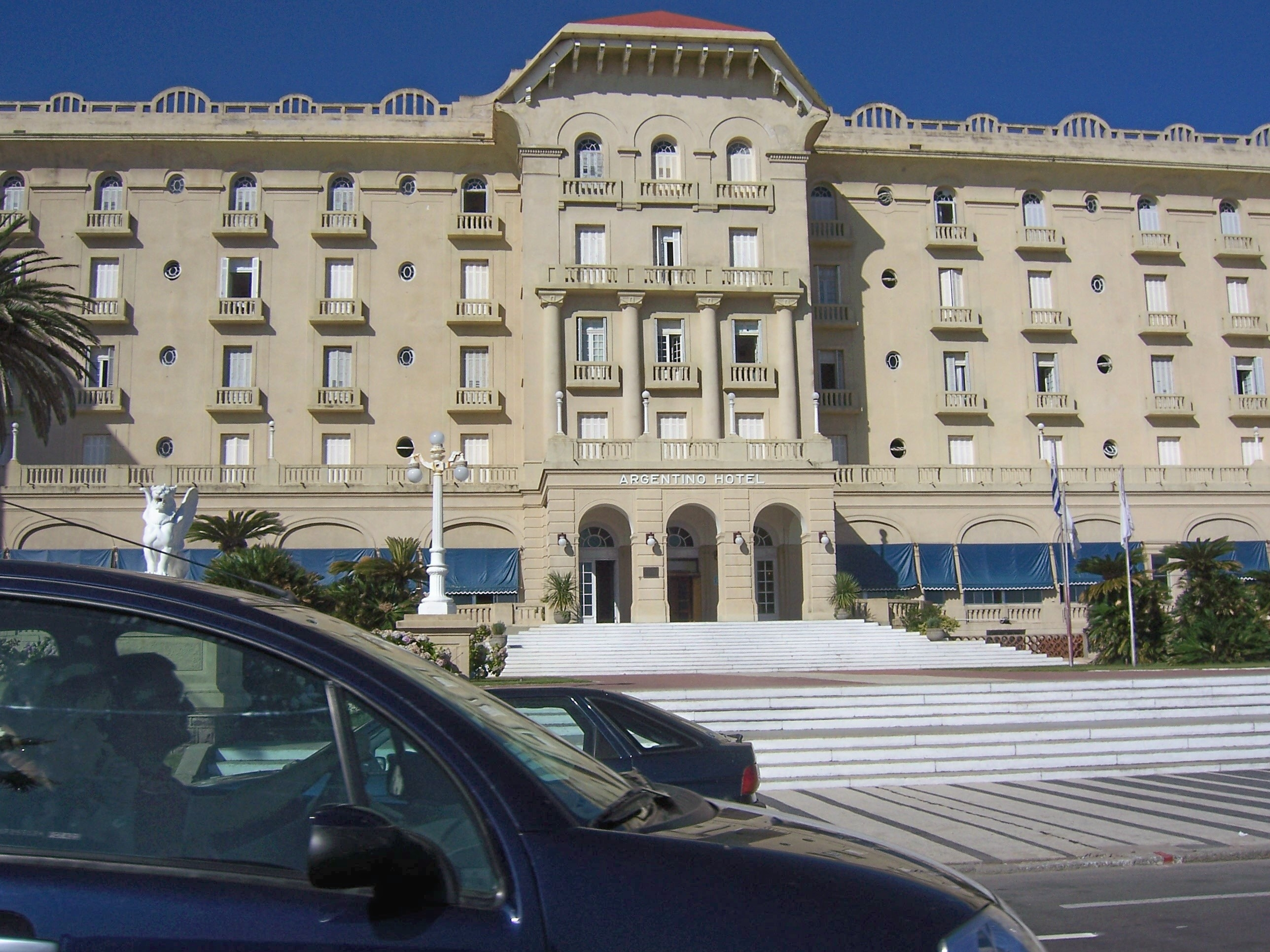
Argentino Hotel.

Francisco Piria se encargó de crear la primera ciudad balnearia de Uruguay. En 1890 compró 2700 hectáreas de campo, extensión que iba desde el cerro Pan de Azúcar hasta el mar. Ese mismo año había realizado un viaje a Europa, consecuencia del cual surgió su inspiración para la explotación turística de las costas uruguayas. Fue uno de los pioneros en hacer de una ciudad balnearia alejada de la capital (Montevideo), un destino turístico de excelencia que podía atraer a extranjeros de todo el mundo.
En 1897, luego de haber vivido durante un año en la India, regresó a Uruguay para terminar la construcción del Castillo, 34°49′43″S 55°15′05″O / -34.828639, -55.251478 su residencia particular. Este Castillo contaba con un extenso parque con fuentes y numerosas estatuas. La vegetación estaba compuesta de una gran variedad de especies ornamentales exóticas. La arquitectura de este edificio reúne una mezcla de estilos renacentistas; sus salones principales estaban delicadamente decorados con papeles importados en los cuales el dorado tenía gran predominio. Las molduras de yeso revestidas con dorado a la hoja, pisos de pinotea y muebles de estilo Luis XV, ponían de manifiesto los finos gustos de su morador.
En 1898 una invasión de langostas destruyó todos sus plantíos. En esa oportunidad colocó como símbolo de fe y esperanza el Cristo Redentor, emplazado en un cerro ubicado entre el Castillo y el Cerro del Toro, lugar donde geológicamente se separan los granitos de los pórfidos.
En 1905 construyó el primer Gran Hotel, llamado «Hotel Piriápolis», hoy «Colonia Escolar de Vacaciones». En 1910 inició la construcción de la rambla, donde se dejó inspirar por sus viajes a Europa, más precisamente por la Costa Azul francesa.
En 1912 se realizó el primer remate de solares en Piriápolis y, a partir de entonces, la ciudad comenzó a crecer con la construcción de numerosos chalets. En 1913 comenzó a correr el pintoresco tren a vapor que unía la estación de Pan de Azúcar y el puerto de Piriápolis que estaba en construcción y que se finalizaría en 1916, permitiendo el arribo de los vapores que traían a los primeros veraneantes desde Buenos Aires. El "trencito de Piria", como se lo conocía popularmente, fue una de las características típicas del balneario.
Finalmente, Piria construyó a un costo de 5 millones de pesos —cifra descomunal para la época—, uno de los hoteles más gigantescos de América del Sur, el Argentino Hotel, cuya piedra fundamental fue colocada en 1920 por el presidente Baltasar Brum, siendo inaugurado el 24 de diciembre de 1930. 

## Palacio Piria de Montevideo
El Palacio Piria es actualmente la sede de la Suprema Corte de Justicia del Uruguay y está ubicado en el costado sur de la Plaza Cagancha. Obra del arquitecto francés Camille Gardelle, aún hoy día se la conoce como "Palacio Piria"
La construcción de este palacete fue ordenada por Piria y ejecutada en función de sus necesidades familiares. En 1917 Piria estaba casado en segundas nupcias y vivían con él tres hijos de su primer matrimonio (dos casados y uno soltero). El distanciamiento entre la segunda esposa y sus hijastros quedó reflejado en la distribución de los dormitorios de la casa. La primera planta tenía tres dormitorios: dos "en suite" frente a la actual calle Gutiérrez Ruiz y el tercero (el del hijo soltero) frente a la Plaza de Cagancha.
El primer dormitorio tenía anexos un boudoir (recámara, gabinete, ropería) sobre la esquina de la calle San José y una sala con balcón sobre G. Ruiz. El segundo dormitorio tenía anexos una sala con balcón sobre G. Ruiz y su boudoir daba sobre el balcón a la plaza. El tercer dormitorio no tenía sala, pero sí su boudoir.
El primer piso era la suntuosa planta de recepción de la casa. Constaba de los siguientes ambientes: 
- Gran Salón Imperio de casi 20 metros de largo. Ocupa todo el espacio de este nivel sobre la plaza, desde G. Ruiz a la pared lindera con el padrón vecino y está dividido en tres partes (una central y dos laterales) separadas por columnas y pilastras de pórfido. Se hallaba suntuosamente decorado con motivos de águilas, ramos de laurel, esfinges, grifos, etc., y tenía espejos y paneles de seda en las paredes.
- Despacho de Piria, cuyos balcones se abren a la calle Gutiérrez Ruiz. Tenía dos antesalas anexas.
- Salón comedor. Se destacaba la obra de artesonado del techo y la boiserie sobre las paredes.
- Sala de billar con techo pintado al fresco. Esta sala tiene un pequeño gabinete anexo sobre la esquina de San José. Se accedía al salón comedor, indistintamente, por una puerta de la sala de billar o por el gabinete.

El segundo piso era la última planta de la vivienda y servía de habitación a Piria y a su segunda esposa. Se organizó en función de dos suites. La primera eran los aposentos de Piria y estaban ubicados en el sector Norte. La segunda, en el sector Sur, eran los aposentos de la Sra. de Piria. Entre ambas suites se extendía un amplio salón, que servía al matrimonio como lugar de estar, descanso y sala de lectura. Por ser un espacio común, tenía una puerta de acceso a la sala de Piria y otra a la sala de la Sra. de Piria. 
El arquitecto Gardelle les diseñó entre ambas salas, sobre la fachada de la calle G. Ruiz, la importante logia que permitía ampliar al aire libre este lugar de esparcimiento de la casa.
En la época de construcción de este edificio los cuartos de baño se diseñaban separados de las habitaciones. La casa tenía seis baños principales (dos en cada nivel).
El señor Piria era alquimista y, por esa razón, la casa está plagada de símbolos misteriosos y esotéricos. Es uno de los pocos edificios montevideanos que tienen incorporada esa simbología a su decoración. La figura de óvalo del hall de la planta baja (el huevo, símbolo del origen de la vida) se repite en el subsuelo y en los espacios de distribución de los dos niveles superiores. El óvalo se repite en las placas de mármol verde que decoran los muros del primer piso y de la última planta.
La suntuosa escalinata de mármol es el principal elemento arquitectónico. Asciende desde la zona penumbrosa de la planta baja, se bifurca en forma de signo de Aries al llegar al primer piso, donde el espacio aparece más iluminado, y desemboca finalmente otra vez en figura de Aries en el último nivel, bajo la majestuosa iluminación del vitral ovalado que corona la casa.
Piria quiso que su escalera significara la dantesca ascensión a los cielos, que aparecen representados en el imponente vitral (firmado por el artesano Marchetti, como los demás vitrales del edificio). Esta obra de arte en vidrio se halla circundada por una guirnalda de hojas de acanto verdes que encierra otra guirnalda de flores sostenida por ángeles y culmina al centro con tres figuras de ángel apoyando un escudete azul.
Otros símbolos que se reiteran en la decoración son: la rosa (flor supuestamente creada por los alquimistas, símbolo de la juventud), el símbolo de infinito, que se repite en cadena cerrada para simbolizar la eternidad, el Árbol de la Vida, y las figuras paganas de faunos, sátiros, ninfas, etc., que se ven en los relieves de cerámica italiana que decoran los muros del vestíbulo de entrada, los de la última planta y los de la culminación de la escalinata, donde ninguna figura se repite.

## Palacio Piria de la Provincia de Buenos Aires
El Palacio Piria de Buenos Aires es una construcción de principios del siglo XX (1907 y 1910) ubicado en el Camino Costanero Almirante Brown de la ciudad de Ensenada, provincia de Buenos Aires. A mediados de 1926 fue adquirido por Piria, quien refaccionó la propiedad para mudarse con su familia. Las habitaciones del primer piso fueron revestidas en maderas talladas por artistas uruguayos, mientras que en el salón de los espejos, sala central adornada con espejos biselados, cambió los herrajes por otros de bronce trabajados a mano. Se trataba de un edificio lujoso que todavía en el siglo XXI, pese al deplorable estado edilicio, sigue siendo el edificio más imponente que tuvo esa zona en toda su historia.
Luego de convertir la mansión en un suntuoso palacio, Piria se abocó a la tarea de convertir la región en lo que denominaría la "dorada costa del Río de la Plata". Para ello propuso a las autoridades provinciales la construcción de un camino que uniera la ciudad de La Plata con Punta Lara, sin pasar por Ensenada. A cambio ofreció ocuparse del acondicionamiento de las playas.
La burocracia fue pasando el proyecto de mano en mano y cansando a Piria, quien regresó a Uruguay. En 1947 el Palacio y las 141 hectáreas que lo rodean pasaron a manos del Gobierno de la Provincia de Buenos Aires por donación de la familia Piria, para uso residencial de los gobernadores, aunque la donación no se concretó.
Durante algunos años funcionó una colonia de vacaciones para niños huérfanos. Fue cedido a la Municipalidad de Ensenada, que perdió sus derechos por no poder hacerse cargo de su recuperación. Por Ley 12.955 de la provincia de Buenos Aires fue declarado Monumento Histórico y bien incorporado al Patrimonio Cultural de la Provincia. Su estado actual es ruinoso.

## Político y pensador
En sus orígenes se proclamó blanco, y en la adolescencia luchó en el ejército contra Venancio Flores.
Más adelante, tendría ideas asimilables a un socialismo utópico, y se opuso férreamente a José Batlle y Ordóñez. Inclusive imaginó la descentralización del Uruguay, el uso de energía solar y la construcción de diseños urbanísticos progresistas.
Fundó el partido Unión Democrática, de cuño conservador. 
Escribió en 1898 el libro "El socialismo triunfante. Lo que será mi país dentro de 200 años" en el cual le habla a su patria en el año 2098.
Fundó además el diario La Tribuna Popular.

## Fundación de barrios
En 1873 en la ciudad de Montevideo se diseñó una urbanización contigua a la existente que se extendería hasta Flor de Maroñas (1875), Ituzaingó (1888) y otros barrios como Pérez Castellanos (1908) y Jardines del Hipódromo (1926), fundados por Francisco Piria. Con el correr del tiempo y el crecimiento urbano de la ciudad estos barrios fueron incluidos dentro de Montevideo y no ajenos a este como en sus orígenes. 
En la ciudad de Progreso,Canelones, en 1888, a poco de llegado el ferrocarril, Francisco Piria, a través de su empresa “La Industrial”, efectuó la compra de terrenos para realizar un fraccionamiento que se denominó Eliseo Argentino. Piria también es el autor de una de las construcciones más emblemáticas de la zona, un chalet de estilo parisino, en dos plantas, con buhardillas, techo de pizarra negra, balcones amplios, columnas y balaustradas de mármol, y que posteriormente pasó a manos del Sr. Demoulin Varonne. También fraccionamiento de terrenos en la ciudad de Las Piedras .

## Legado
Poco tiempo después de la gran inauguración, Francisco Piria fallece el 11 de diciembre de 1933 pero, como dijera Loreley Lazo, poetisa nacional contemporánea estrechamente vinculada a este hotel, "a Piria se lo puede hallar en todo cuanto su férrea voluntad creó. Fue un hombre que tuvo un sueño, lo hizo real y vive en él". Parte del legado de Francisco Piria quedó documentado en el largometraje argentino "Ciudadano Piria", estrenado en 2014 Francisco Piria murió a los 86 años de edad en su casa de Montevideo, aquejado de congestión pulmonar, complicada por diabetes, uremia y debilidad del corazón.